# Sörbygdens härad
Sörbygdens härad var ett härad i norra Bohuslän inom nuvarande Munkedals kommun. Häradets areal var 283,5 kvadratkilometer varav land 273,1.  Sörbo i Krokstads socken var tingsställe till 1731. Från 1732 var Kviström (Kvistrum) i Foss socken i Tunge härad tingsställe.

## Namnet
Häradsnamnet skrevs 1433 a Saurbiam. Det innehåller det fornvästnordiska ordet saurr som betyder "dyig mark" samt pluralis av "by". Efterleden omtolkades under medeltiden till "bygd".

## Socknar
Sörbygdens härad bestod av tre socknar:
- Hede socken
- Krokstads socken
- Sanne socken

## Geografi
Sörbygden är bergig och rik på sjöar, mossar, skog och vildmark. Odlad bygd finns i dalgångarna invid Örekilsälven som genomflyter häradet i nordsydlig riktning. Häradet har Kynnefjäll som naturlig avgränsning i väster. I öster gränsar häradet till Dalsland. Traktens enda tätort är Hedekas.
Enda sätesgård var Brattöns herrgård i Hede socken.
Gästgiverier fanns i Åboland i Hede socken samt i Snaben och vid häradets tidigare tingsplats Sörbo, båda i Krokstads socken.

## Län, fögderier, domsagor, tingslag och tingsrätter
Häradet hör sedan 1998 till Västra Götalands län, innan dess från 1680 till Göteborgs och Bohus län, före 1700 benämnd Bohus län. Kyrkligt tillhör församlingarna Göteborgs stift
Häradets socknar hörde till följande fögderier:
- 1686-1966 Sunnervikens fögderi
- 1967-1990 Munkedals fögderi

Häradets socknar tillhörde följande domsagor, tingslag och tingsrätter:
- 1681-1682 Sörbygdens tingslag i Lane, Stångenäs, Sotenäs, Tunge, Sörbygdens, Bullarens, Kville, Tanum och Vette härader
- 1683-1697 Tunge, Sörbygden och Sotenäs tingslag i Tunge, Sörbygdens, Sotenäs, Bullaren, Kville, Tanum och Vette häraders domsaga
- 1698-1732 Tunge och Sörbygdens tingslag i Lane, Stångenäs, Sörbygdens, Tunge och Sotenäs häraders domsaga
- 1732-1916 Tunge, Stångenäs, Sörbygdens och Sotenäs tingslag i Lane, Stångenäs, Sörbygdens, Tunge och Sotenäs häraders domsaga, från mitten av 1800-talet kallad Sunnervikens domsaga
- 1917-1970 Sunnervikens tingslag i Sunnervikens domsaga

- 1971- Uddevalla tingsrätt med dess domsaga